# Ехинг (Округ Фрајсинг)
Ехинг (њем. Eching) општина је у њемачкој савезној држави Баварска. Једно је од 24 општинска средишта округа Фрајзинг. Према процјени из 2010. у општини је живјело 12.929 становника. Посједује регионалну шифру (AGS) 9178120.

## Географски и демографски подаци
Ехинг се налази у савезној држави Баварска у округу Фрајзинг. Општина се налази на надморској висини од 469 метара. Површина општине износи 37,3 km². У самом мјесту је, према процјени из 2010. године, живјело 12.929 становника. Просјечна густина становништва износи 346 становника/km².

## Међународна сарадња
| Мјесто             | Држава  | Врста сарадње | Од    |
| ------------------ | ------- | ------------- | ----- |
| Трецано сул Навиљо | Италија | партнерство   | 1973. |
|                    | Перу    | пријатељство  | 1994. |
| Извор              |         |               |       |